# 泰豐輪胎
泰豐輪胎股份有限公司為臺灣的輪胎製造商，成立於1955年11月23日，主要產品為卡車、客車、轎車、輕型卡車等車型用的輻射層輪胎。該公司與日本普利司通、住友橡膠等公司擁有密切的技術合作關係。其品牌計有「FEDERAL飛德勒輪胎」、「HERO英雄輪胎」、「MAXON美克森」等；若以年度銷售額計算，2014年該公司在全世界排行第62名。

## 旗下事業單位與關係企業
- 臺灣：
  - 總公司：臺灣桃園市中壢區中華路二段369號
  - 觀音廠：臺灣桃園市觀音區環西路369號
- 中國：
  - 江西廠（泰豐輪胎〔江西〕有限公司）：中國江西省南昌市上海路639號
- 其它：
  - 飛得力國際股份有限公司；代理銷售飛德勒輪胎、英雄輪胎、韓國錦湖輪胎（Kumho TBR）、中國風神輪胎、中國賽輪金宇-黑獅輪胎等。

## 公司沿革

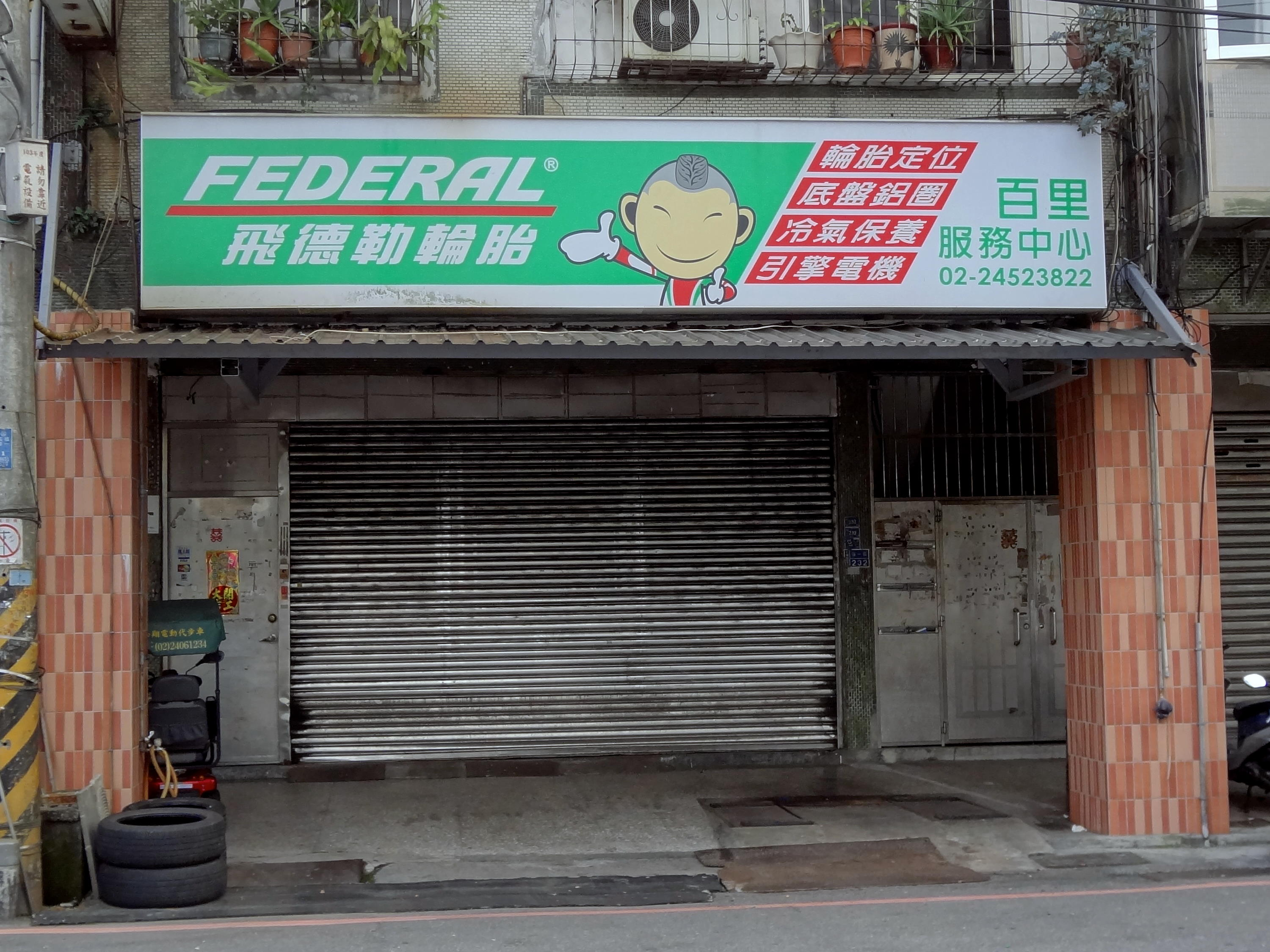
飛德勒輪胎臺灣經銷店招牌

- 1954年：馬歧山、馬積善兄弟創立泰豐橡膠廠於臺灣桃園縣中壢市。
- 1955年：11月23日正式登記成立泰豐橡膠工業股份有限公司，以產銷橡膠皮帶、傳動三角皮帶等橡膠製品為主。
- 1958年：開發出卡車、輕卡車和轎車斜交層輪胎，及摩托車、農業用車胎。
- 1960年：與日本普利司通技術合作。
- 1963年：取得CNS正字標記認證合格。
- 1964年：更名成泰豐輪胎股份有限公司。
- 1965年：開始外銷，並獲得美國DOT標記認證。
- 1978年：開發出轎車輻射層鋼絲胎。
- 1979年：7月16日於臺灣證券交易所股票上市。
- 1981年：與日本住友橡膠技術合作。
- 1982年：通過美國U.T.Q.G.認證。
- 1986年：獲選為福特汽車A級廠家。
- 1987年：通過歐盟ECE認證與日本JIS認證。
- 1990年：獲得福特汽車Q1品質獎，以及通用 / 歐寶品質獎。
- 1993年：獲得三陽汽車繼俊獎。
- 1995年：通過ISO 9001品質管制認證。
- 1997年：通過QS-9000認證，收購江西橡膠廠，成立泰豐輪胎（江西）有限公司。
- 1998年：江西廠開始量產卡車客車、輕型卡車與農用車輻射層輪胎。
- 1999年：通過ISO-14001認證，江西廠開始量產轎車用輻射層輪胎。
- 2000年：通過巴西INMETRO認證。
- 2001年：江西廠取得歐盟ECE認證。
- 2002年：江西廠取得中國輪胎品質協會CCCT認證，獲得SASO（Saudi Arabia Standard Organization）的GCC認證。
- 2005年：自製研發臺灣第一條熱融胎FZ101。
- 2006年：SS595獲得中華民國經濟部臺灣精品獎。
- 2007年：通過TS16949認證和荷蘭E-Sound認證。
- 2015年：飛達輪胎改名為「飛德勒輪胎」。
- 2017年：1月17日台灣桃園市中壢區廠區火警[4]，場內存放超過二十萬條輪胎可能燒毀[5]。濃烈黑煙不僅在大園區、平鎮區、龍潭區可見到[6]，甚至台北市內湖區也可看到濃煙[5]。

## 外部連結
- 泰豐集團官方網站 （页面存档备份，存于）
- 飛德勒輪胎 （页面存档备份，存于）
- 英雄輪胎 （页面存档备份，存于）
- 飛得力國際 （页面存档备份，存于）